# Pomnik psa Dżoka
Pomnik psa Dżoka – pomnik znajdujący się w Krakowie na bulwarze Czerwieńskim nad Wisłą, w pobliżu Wawelu i mostu Grunwaldzkiego.

## Historia psa Dżoka
Pomnik upamiętnia psa Dżoka, czarnego mieszańca, którego właściciel w tragicznych okolicznościach w październiku 1990 roku zmarł na zawał serca w pobliżu ronda Grunwaldzkiego. Pies czekał tam na swojego pana. Dokarmiany przez mieszkańców Krakowa, budził zdziwienie i sympatię. Po około roku oczekiwania pozwolił się przygarnąć nowej właścicielce, Marii Müller (wdowie po Władysławie Müllerze). Kobieta zmarła w kwietniu 1998, zaś Dżok uciekł i, wałęsając się po terenach kolejowych, zginął pod kołami jadącego pociągu.

## Powstanie pomnika

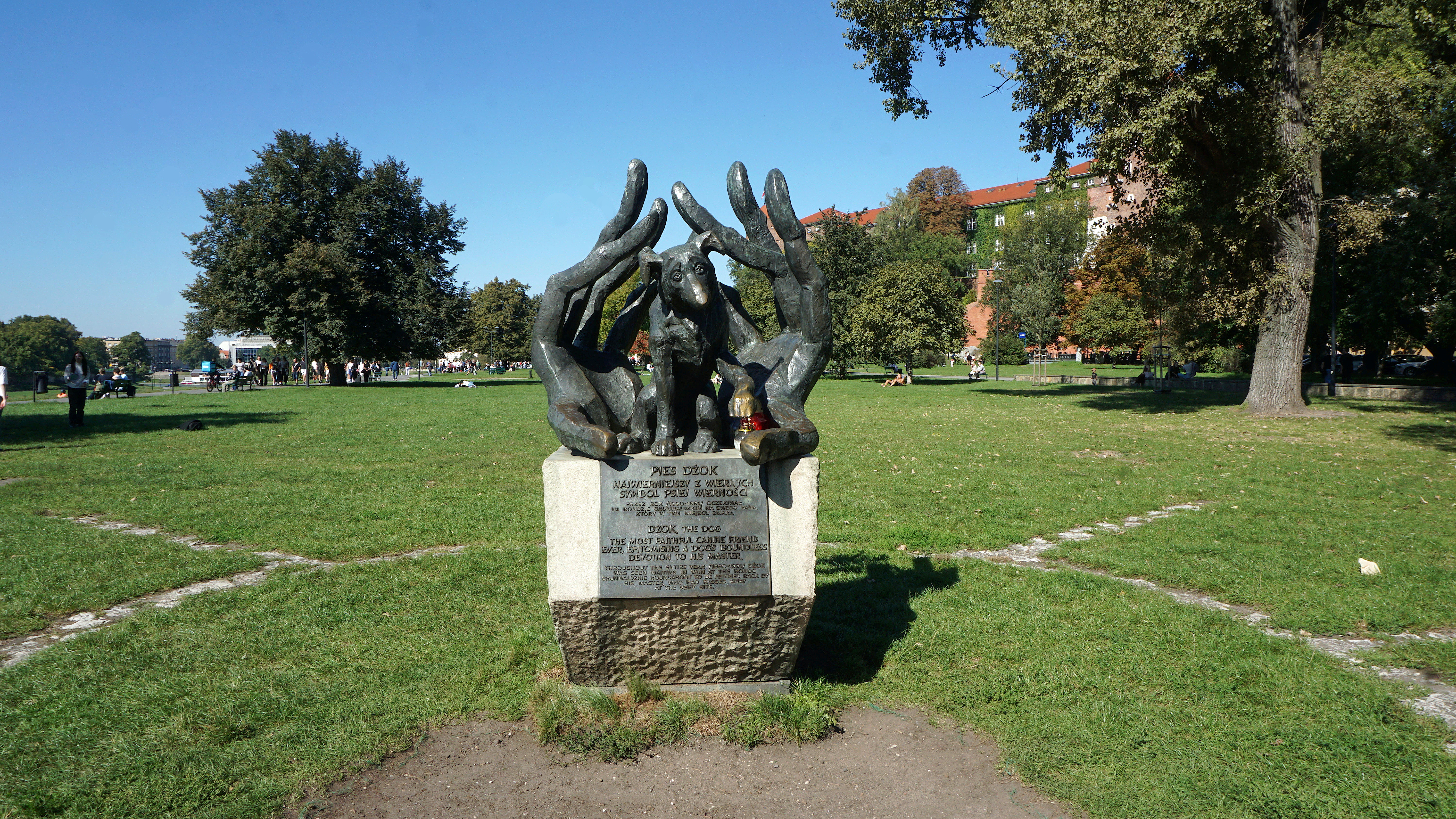
Pomnik psa Dżoka (2024)

Mimo początkowego braku przychylności władz miasta, do powstania pomnika przyczyniło się wiele organizacji (między innymi Krakowskie Towarzystwo Opieki nad Zwierzętami i ogólnopolskie media mające siedzibę w Krakowie), znane osoby (Zbigniew Wodecki, Jerzy Połomski, Krzysztof Piasecki, Krzysztof Cugowski), a także wielu mieszkańców Krakowa.
Twórcą rzeźby pomnikowej jest Bronisław Chromy. Jej odsłonięcia, 26 maja 2001, dokonał pies (owczarek niemiecki o imieniu Kety). W uroczystości wzięli udział m.in. prezydent Andrzej Gołaś, Janusz Wojciechowski, Agata Buzek i Teresa Starmach, przy oprawie artystycznej w wykonaniu ZPiT „Małe Słowianki”.
Niewielki pomnik przedstawia psa wewnątrz rozłożonych ludzkich dłoni, wyciągającego lewą łapę w kierunku widza. W założeniu symbolizuje psią wierność oraz, ogólniej, więź zwierzęcia z człowiekiem.
Napis na pomniku (w językach polskim i angielskim) głosi:

Pies Dżok.
Najwierniejszy z wiernych, symbol psiej wierności. Przez rok /1990–1991/ oczekiwał na rondzie Grunwaldzkim na swojego pana, który w tym miejscu zmarł.

Dżok, the dog.
The most faithful canine friend ever, epitomising a dog's boundless devotion to his master. Throughout the entire year /1990–1991/ Dżok was seen waiting in vain at the rondo Grunwaldzkie roundabout to be fetched back by his master, who had passed away at the very site.

Zamierzano przenieść rzeźbę o kilkadziesiąt metrów, gdyż tak przewidywała koncepcja pomnika Armii Krajowej, który planowano ustawić w tym miejscu.

## Dżok w kulturze masowej
W 2007 powstała książka „Dżok – najnowsza legenda Krakowa”, złożona z opowiadań i rysunków uczniów Szkoły Podstawowej nr 117, tworzonych pod kierunkiem nauczycieli (Małgorzaty Kwinty i Jarosława Czechowicza). Legendę napisała Lidia Graczyńska na podstawie materiałów zebranych przez Karola Graczyńskiego, który zamieścił też wypowiedź Bronisława Chromego.
Również w 2007 Barbara Gawryluk napisała książkę „Dżok. Legenda o psiej wierności” (ISBN 978-83-60638-88-0).
Karol Kozłowski opisał wierszem tę historię w książce „Pies Dżok. Najwierniejszy z wiernych”.
W roku 1991 krakowski oddział Telewizji Polskiej zrealizował impresję dokumentalną o psie Dżoku.